# FOA - Fag og Arbejde

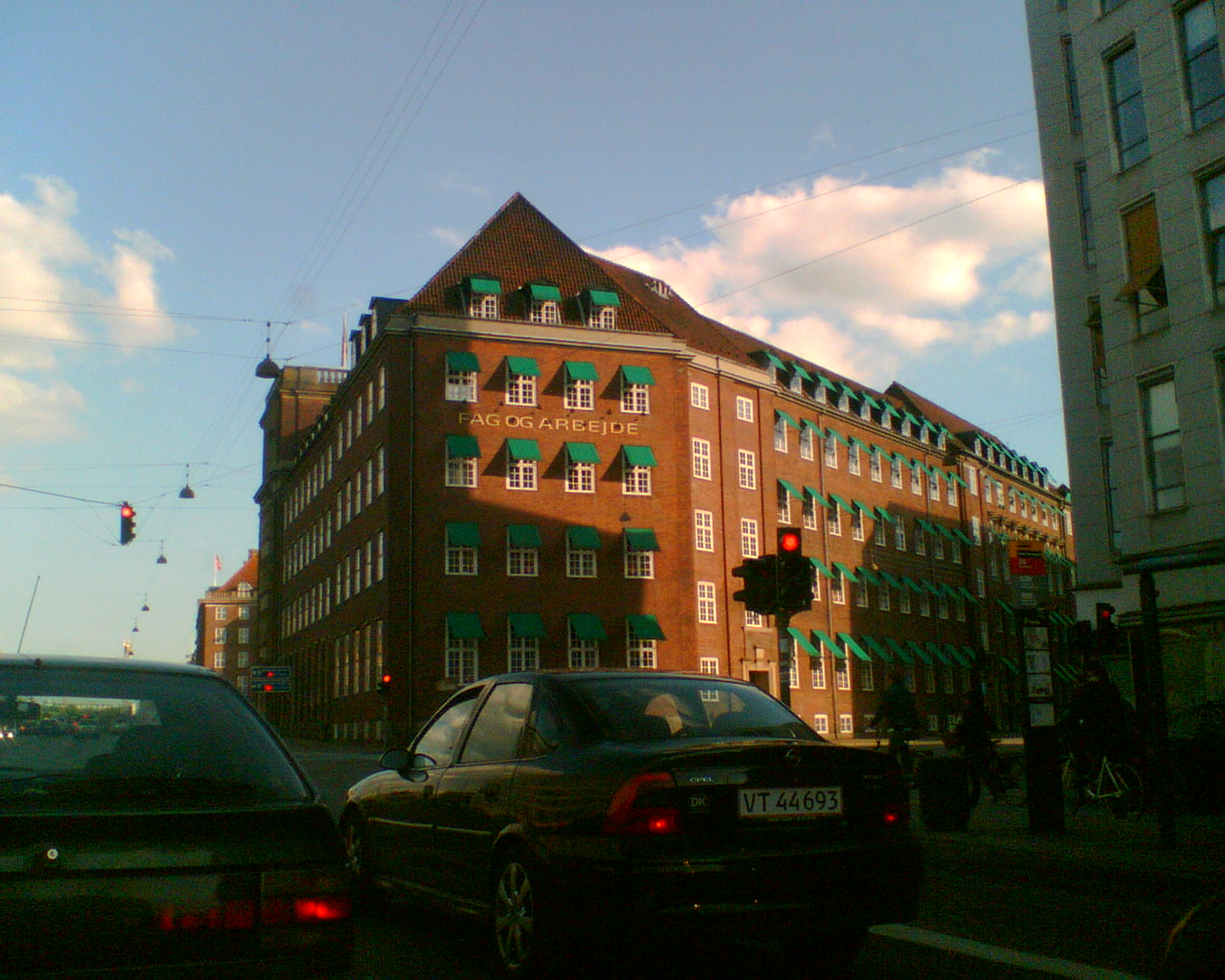
FOA:s huvudkontor vid Staunings Plads/H.C. Andersens Boulevard i Köpenhamn.

FOA - Fag og Arbejde är Danmarks tredje största fackförbund med cirka 203 000 medlemmar fördelade på 43 avdelningar, vilka ingår i huvudorganisationen LO. De flesta är kommunalt anställda och en mindre del är privatanställda. Gemensamt för alla medlemmar är att de arbetar med offentlig verksamhet: De passar barn, tar hand om gamla, sjuka och handikappade, släcker bränder, kör buss, samt städar och lagar mat på diverse inrättningar. FOA arbetar för löntagarnas intressen, och förhandlar om löne- och arbetsvillkor.

## Värdegrunder
FOA:s tre centrala värdegrunder är:
- Trygghet
- Facklighet
- Medlemmarna i centrum

## Styrelse

### Kongressen
FOA:s högsta organ är kongressen, som kallas in vart tredje år i oktober.

### Huvudstyrelsen
Mellan kongresserna är huvudstyrelsen det högsta organet. Huvudstyrelsen består av 64 personer och träffas en gång i månaden, oftast i juli.

### Daglig politisk ledning
Den dagliga politiska ledningen väljs på kongressen, och består av 12 personer.
Förbundsordförande är Dennis Kristensen och förbundsledare är Mona Striib.

## Historik
FOA:s historik. 
- 1899 bildas Københavns Kommunale Arbejderforbund (KKA), och samma år bildas en förening för Köpenhamns tjänsteflickor.
- 1920 blir Københavns kommunale arbejder (KKA) Dansk Kommunal Arbejderforbund (DKA)
- 1947 ändrar Husassistenternes Fagforbund namn til Husligt Arbejderforbund (HAF)
- 1992 beslutar Husligt Arbejderforbund (HAF) och Dansk Kommunal Arbejderforbund (DKA) att gå samman och bli Forbundet af offentlige ansatte (FOA)
- 2005 uppgår Pædagogisk Medhjælperforbund (PMF) i FOA och bildar med 204 000 medlemmar Danmarks största offentliga forbund med sina 60 olika yrkesgrupper. Det nya namnet blir Fag og Arbejde (FOA)